# Йохан Лудвиг фон Золмс-Хоензолмс
Йохан Лудвиг фон Золмс-Хоензолмс (на немски: Johann Ludwig zu Solms-Hohensolms; * 1646; † 24 август 1707, Хоензолмс) е граф на Золмс-Хоензолмс.

## Произход
Той е най-малкият син на граф Филип Райнхард II Золмс-Хоензолмс (1615 – 1665) и втората му съпруга Катарина Елеонора, фрайин фон Чернембл (1622 – 1675). По-големите му братя умират рано. Внук е на Филип Райнхард I фон Золмс-Хоензолмс († 1636).

## Фамилия
Първи брак: на 1 февруари 1670 г. с бургграфиня и графиня Луиза фон Дона-Вианен (* 1646; † 8 ноември 1687), дъщеря на граф Кристиан Албрехт фон Дона и София Теодора ван Бредероде. Те имат децата:
- Филип Кристиан (1670 – 1671)
- Кристиан Лудвиг (1671 – 1690)
- София Елеонора (1672 – 1673)
- Елизабет София (1673 – 1674)
- Флорентина Мария (1674 – 1756)
- Мария Фридерика (1675)
- Мориц Фридрих (1675 – 1708)
- Анна Теодора София (1676 – 1744)
- Лудвиг Карл (1677 – 1703)
- Албертина Мария (1679 – 1681)
- Амалия фон Золмс-Хоензолмс (1678 – 1746), омъжена 1700 г. за граф Фридрих Адолф фон Липе-Детмолд (1667 – 1718)
- Шарлота (1680)
- Фридрих Вилхелм фон Золмс-Хоензолмс-Лих (1682 – 1744), женен 1710 г. за Вилхелмина Магдалена фон Изенбург-Бюдинген-Бирщайн (1682 – 1749)
- Ернст Флорус (1683 – 1686)
- Фридерика Шарлота (1684 – 1684)
- Хайнрих Волфарт (*/† 1686)
- Шарлота Доротея (*/† 1687)

Втори брак: на 6 май 1691 г. с Вилхелмина Елизабет фон Лайнинген-Дагсбург (* 13 април 1659; † 15 септември 1733), дъщеря на граф Георг Вилхелм фон Лайнинген-Дагсбург. Те имат две деца:
- Карл Август (1692 – 1693)
- Амалия Елизабет (1694 – 1700)

Вдовицата му Вилхелмина Елизабет се омъжва на 16 март 1709 г. за граф Вилхелм Мориц I фон Изенбург-Бирщайн (1657 – 1711).